# Le Chevalier inexistant
Le Chevalier inexistant (Il cavaliere inesistente) est un roman d'Italo Calvino écrit en 1959. C'est le dernier volume de la « trilogie héraldique », intitulée Nos ancêtres (I nostri antenati), après Le Vicomte pourfendu (1952) et Le Baron perché (1957).

## Résumé
Le chevalier inexistant Agilulfe se maintient en vie par la seule force de sa volonté. Il n'aime que l'excellence et, pour cette raison, n'est apprécié ni par l'empereur Charlemagne, ni par les chevaliers, ni par les serfs.
Lors d'une bataille des Francs engagée contre les infidèles, un jeune homme, Raimbaut, se présente au camp. Ingénu et inexpérimenté, il veut venger la mort de son père causée par le calife Isoard. Ainsi s'enclenche une lutte dans laquelle le jeune homme cherche par tous les moyens à retrouver l'assassin de son père, lequel finit par mourir non par les suites de blessures, mais parce que le jeune homme lui a retiré ses lunettes.
Puis, Raimbaut, qui tombe dans une embuscade, est sauvé par un mystérieux chevalier. Intrigué, il suit son sauveur pour en connaître l'identité. Il découvre ainsi que ce chevalier est en réalité une femme, Bradamante, dont il tombe amoureux. Cependant, Bradamante ne s'intéresse pas à lui parce que son idéal masculin est précisément Agilulfe, le chevalier inexistant.
Lors d'une manœuvre, l'armée franque rencontre un pauvre serf, Gourdoulou, qui se laisse guider par son cœur, sans réfléchir et qui sera fait écuyer d'Agilulfe sous les ordres de l'empereur Charlemagne.
Lors d'un banquet, un autre jeune homme, Torrismondo, fait des révélations au sujet du chevalier Agilulfe. La femme qu'Agilulfe avait sauvé quinze ans auparavant des griffes de deux brigands, Sofronia, est sa mère : il ne pouvait donc pas s'agir d'une vierge. Par conséquent, cet acte héroïque qui avait valu le titre de chevalier à Agilulfe devrait être invalidé. Cette révélation provoque la panique du chevalier qui, pour sauver son honneur, décide de partir à la recherche de cette femme pour démontrer qu'elle est pure, puisqu'elle a pris le voile immédiatement après avoir été sauvée.
Agilulfe part, suivi de Bradamante, elle-même suivie de Raimbaut. De son côté, le même soir, Torrismondo part retrouver son père, l'un des chevaliers du « Saint Ordre des Chevaliers du Saint Graal » (Il Sacro Ordine dei Cavalieri del Santo Graal) afin d'être reconnu comme fils de l'un des membres de cet ordre. En effet, sa mère lui avait révélé l'avoir conçu avec l'un des nombreux chevaliers avec lesquels elle s'était liée, et considérait l'ordre entier comme père de son enfant. Torrismondo trouve les chevaliers du Graal, mais perd toute illusion lorsque ceux-ci se révèlent membres d'une secte mystique, éloignée de la réalité et surtout dénuée de toute conscience éthique. Torrismondo se retrouve dans la caverne où se cache Sofronia, sa mère présumée. Tous deux cèdent à la passion amoureuse.
Après de nombreuses aventures qui le conduisent en Écosse et au Maroc, Agilulfe trouve Sofronia, la femme qu'il cherchait, et la ramène au camp des Francs pour prouver à l'empereur qu'il s'agit de la vierge qu'il avait sauvée — et qu'elle l'est toujours.
Dans les dernières pages, Torrismondo découvre qu'il n'est pas le fils de Sofronia, mais son frère, plus précisément son demi-frère, et que sa mère est la reine d'Écosse et son père, le Saint Ordre, tandis que Sofronia est la fille du roi d'Écosse et d'une paysanne. C'est pourquoi l'amour né entre eux est libre de s'épanouir.
Par ailleurs, il est statué qu'Agilulfe a tous les droits de demeurer chevalier. Cependant, Agilulfe met fin à ses jours avant qu'il ne l'apprenne. Avant de se disparaitre, il laisse son armure blanche en héritage à Raimbaut.
La narratrice de l'histoire, sœur Théodora, révèle à la fin n'être autre que Bradamante, recherchée par Raimbaut. L'histoire se termine lorsque Raimbaut arrive au couvent et fuit avec Théodora-Bradamante.

## Analyse
Le roman propose une réflexion sur les questions d'identité, d'intégration dans la société et de vertus grâce à la figure d'Agilulfe, le chevalier exemplaire, fidèle et pieux, mais qui n'existe en fait que sous une armure vide. Ce chevalier, qui incarne les règles et le protocole de la chevalerie, apparaît, selon la perspective de la modernité, comme « le symbole de l'homme robotisé, qui remplit des actes bureaucratiques presque sans en avoir conscience ». Le roman offre une satire de l'homme idéal qui, en fait, n'existe pas et laisse entendre que Théodora falsifie l'histoire. Elle finit par comprendre qu'un chevalier aussi parfait ne peut exister que dans son imagination.
Une deuxième réflexion sur l'obéissance et la loi est également posée à travers les personnages de Torrismondo et Sofronie. Les lois chevaleresques, généalogiques et les droits en découlant sont essentiels aux statuts d'Agilulfe et Torrismondo. C'est dans cette quête de l'identité que Torrismondo découvre une véritable révolution sociale en Courvoisie et assiste à la création finale d'une démocratie. Cet évènement politique participe d'une réflexion explicitée par un des citoyens « Même exister, cela s'apprend ». Le soulèvement paysan entend prouver la possibilité de briser les lois, l'insurrection est possible. Ça s'apprend simplement.
Le personnage de Gourdoulou peut enfin être vu comme une mise en scène burlesque des théories de la phénoménologie ; si celles-ci considèrent que la conscience du sujet est avant tout une tension vers l'objet de son attention, Gourdoulou en incarne une version poussée à l'extrême, en ce qu'il devient ce à quoi il pense, et ce qu'il voit.

## Éditions
- Il cavaliere inesistente, Turin, Einaudi, « I Coralli » no 108, 1959.
- Le Chevalier inexistant, (traduction de Maurice Javion), Paris, Éditions du Seuil, 1962.
- Le Chevalier inexistant, (traduction de Maurice Javion, revue par Michel Fusco), dans Nos ancêtres, Paris, Éditions du Seuil, 2001.

## Sources
- (it) Cet article est partiellement ou en totalité issu de l’article de Wikipédia en italien intitulé « Il cavaliere inesistente » (voir la liste des auteurs).

- (en) Cet article est partiellement ou en totalité issu de l’article de Wikipédia en anglais intitulé « The Nonexistent Knight » (voir la liste des auteurs).